# گل فشارسنج
گل فشارسنج (نام علمی: Leucophyllum) نام یک سرده از تیره گل‌میمونیان است.